# Díogenés z Oinoandy

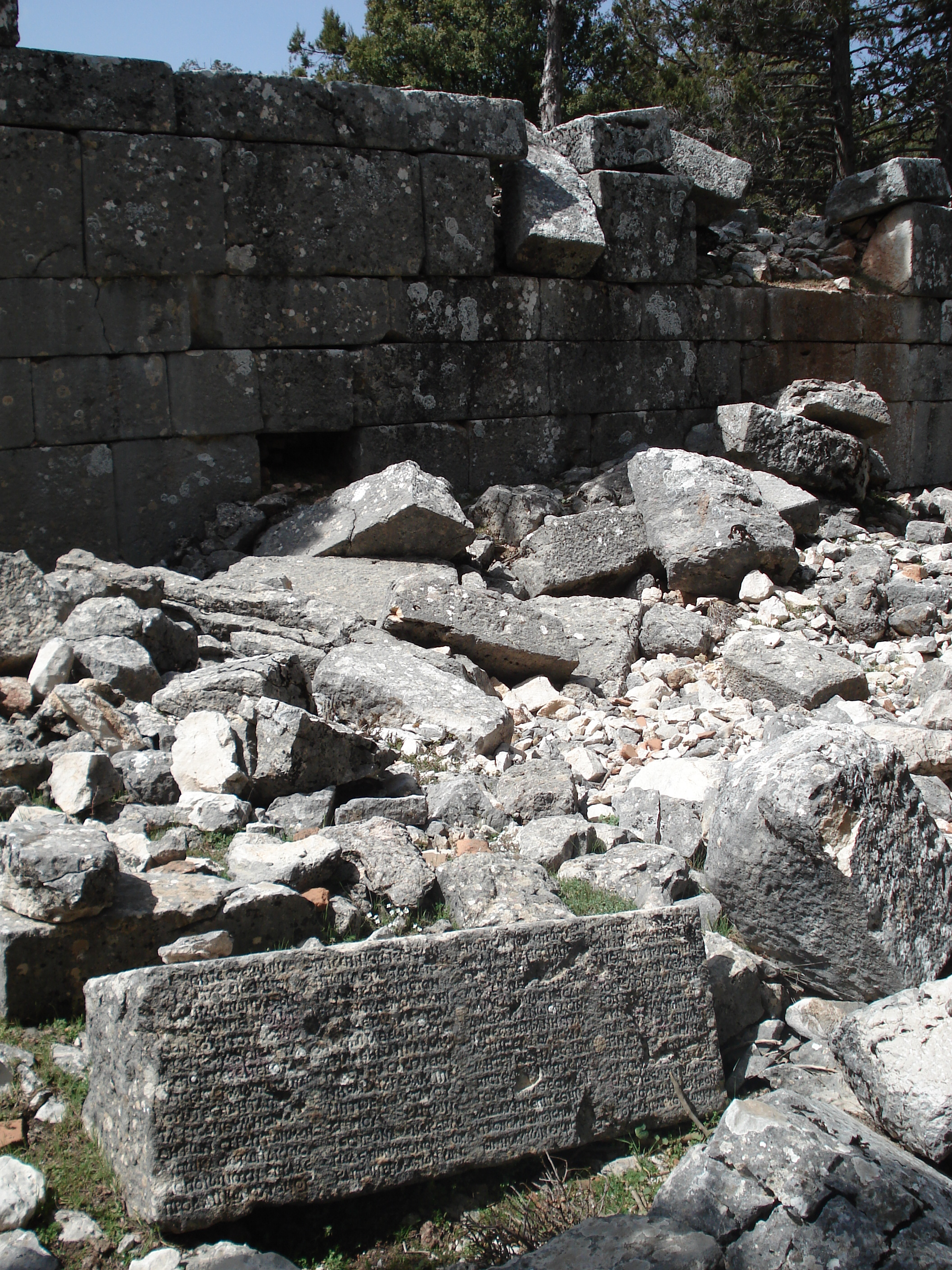
Část nápisu z Oinoandy

Díogenés z Oinoandy (řec. Διογένης ὁ Οἰνοανδεύς Diogénēs ho Oinoandéas, 2. století n. l., Lýkie) byl řecký filosof, stoupenec Epikúrovy filosofie.
Na sklonku svého života dal vytesat do mramorových desek rozsáhlý filosofický nápis a nechal jej umístit na stěny veřejně přístupné sloupové haly v Oinoandě v Lýkii. Nápis byl dlouhý několik desítek metrů a obsahoval dosti podrobný přehled Epikurových názorů. Diogenés věnoval toto dílo svým spoluobčanům a lidstvu vůbec; chtěl tak lidem přiblížit spásonosné učení, a tím jim dopomoci k dosažení blaženosti.
První zlomky nápisu byly nalezeny ve zříceninách Oinoandy v roce 1884. Objevování a publikování zlomků pokračovalo i v dalších letech. Studium Diogenova nápisu je cenné pro detailnější poznání epikureismu.
Jsem stár a stojím už před západem svého života, ale pokud mi není ještě souzeno, abych odešel ze světa s krásným chvalozpěvem za plné užití všech slastí, rozhodl jsem se přispět ještě včas na pomoc lidem zdravého úsudku, aby mi v tom nezabránila smrt. (...) Protože se tedy pomoc, kterou poskytuje tento spis, obrací k více lidem, rozhodl jsem se použít tohoto sloupoví, abych zde předložil k obeckému užitku lék spásy. A všechny způsoby, jak se tyto léky projevují, mohli bychom označiti jedním slovem takto: Zbavili jsme se pocitů strachu, které nás bezdůvodně tísnily, a ze strastí jsme jedny úplně potlačili, druhé, přirozené, jsme značně oslabili, omezivše je na nejmenší míru...
Díogenés z Oinoandy